# Торре-Сан-Джорджо
Торре-Сан-Джорджо (итал. Torre San Giorgio) — коммуна в Италии, располагается в регионе Пьемонт, в провинции Кунео.
Население составляет 718 человек (2008 г.), плотность населения составляет 133 чел./км². Занимает площадь 5 км². Почтовый индекс — 12030. Телефонный код — 0172.
Покровителем коммуны почитается святой Георгий, празднование 23 апреля.  Имеется храм, освящённый в честь святого великомученика Георгия (1710).

## Демография
Динамика населения:

## Администрация коммуны
- Официальный сайт: http://www.comune.torresangiorgio.cn.it/